# ۶۴ (قمری)
۶۴ (قمری)، شصت و چهارمین سال در گاهشماری هجری قمری است. اول محرم این سال برابر با دوم سپتامبر سال ۶۸۳ میلادی است.

## رویدادها
- ۲۶ محرم - آغاز محاصره مکه مرکز حکومت عبدالله بن زبیر توسط سپاه اموی به فرماندهی حصین بن نمیر به مدت ۶۴ روز

- ۳ ربیع الاول - آتش زدن و سنگباران کعبه با منجنیق توسط سپاه یزید بن معاویه.

- - تسلط آل زبیر بر شهر بصره.

- ۱۵ ربیع الاول - به خلافت رسیدن معاویه بن یزید پس از مرگ پدرش یزید و عزل کردن خویش.

- - بیعت امویان با مروان بن حکم به عنوان خلیفه در شام.

## درگذشتگان
- ۱۴ ربیع‌الاول - یزید دومین خلیفه اموی

- ۲۵ جمادی الاول -  معاویه بن یزید سومین و اموی

- ۵ جمادی الثانی - ام‌جمال بنت سعد، همسر یزید بن معاویه

- ۱۳ جمادی الثانی - ام البنین همسر علی بن ابی‌طالب

- ابوبرزه اسلمی صحابی پیامبر اکرم و از یاران علی بن ابی‌طالب که در  غزوات  متعدد وجنگ‌های  جمل  صفین و  نهروان   شرکت کرد.

## وابسته
- یزید